# Turn! Turn! Turn!
För albumet av The Byrds, se Turn! Turn! Turn! (musikalbum).
"Turn! Turn! Turn! (to Everything There Is a Season)", ofta kallad "Turn! Turn! Turn!", är en sång baserad på bibeln, Predikaren 3:1–8, och är tonsatt av Pete Seeger 1959. 
Pete Seeger spelade in Turn! Turn! Turn! 1962. Låten kom med på albumet The Bitter and utgivet av skivmärket Columbia.
Turn! Turn! Turn! gavs ut flera månader innan Pete Seegers version släpptes under namnet "To Everything there is a Season" av  folkmusikgruppen The Limeliters på RCA Records. En av bakgrundsmusikerna, Jim McGuinn (även känd som Roger McGuinn), kom senare att arbeta med folkmusiksångerskan Judy Collins med omarrangering till hennes version av låten, nu kallad "Turn! Turn! Turn! (To Everything There Is a Season)", för hennes album Judy Collins #3 på Elektra Records 1964. 
Den mest framgångsrika inspelade versionen av sången i USA är folkrockgruppen The Byrds inspelning (med  Roger McGuinn på gitarr) som släpptes i oktober 1965 på Columbia Records. I december 1965 blev "Turn! Turn! Turn!" titelspår på gruppens andra studioalbum. Gruppen framförde den 1966 i konsertfilmen The Big T.N.T. Show.
1994 fanns låten med i filmen Forrest Gump.
Efter Joe Cockers cover "With a Little Help from My Friends" var låten först att spelas i första avsnittet av TV-serien The Wonder Years.

## Listplaceringar, The Byrds
| Lista (1965-1966) | Position              |
| ----------------- | --------------------- |
| Finland           | 39                    |
| Frankrike         | 49                    |
| Kanada            | 3 (RPM)               |
| Nederländerna     | 15                    |
| Nya Zeeland       | 1 (Lever Hit Parade)  |
| Storbritannien    | 26                    |
| Sverige           | 18 (Kvällstoppen)     |
| Sverige           | 8 (Tio i topp)        |
| USA               | 1 (Billboard Hot 100) |
| Västtyskland      | 8                     |

## Övriga coverversioner
Sången har spelats in som cover av olika artister:
- The Seekers spelade in den 1966 på albumet Georgy Girl (Come the Day)
- Den Walesiska folkmusiksångerskan Mary Hopkin spelade in den som B-sida till hennes "Those Were the Days" 1968. Hon spelade sedan in den med text på walesiska, som "Tro, tro, tro".
- Countrysångerskan Dolly Parton spelade 1984 in den till sitt album The Great Pretender 1984[11], och igen 2005 till Those Were the Days.[12]
- År 2000 spelade David Pajos postrockband Papa M in en utökad improvisation baserad på "Turn! Turn! Turn!,. Den första och enda versionen utan text är 16 minuter och 22 sekunder lång, och ligger på deras album Hole of Burning Alms 2004.
- Sångaren och pianisten Nina Simone spelade in två versioner av sången, en av dem släpptes på hennes album To Love Somebody (1969).
- Den kanadensiske countrysångaren Jim Witter spelade 2003 in den som cover på albumet Forgiveness.
- Adrienne Camp (Adie) spelade in sången den 26 september 2006 för hennes album Don't Wait, släppt på BEC Recordings.
- Bruce Springsteen framförde den under turnén med Seeger Sessions Band 2006. Roger McGuinn uppträdde med Bruce Springsteen och the E Street Band under showen i Orlando, Florida 2008; då Roger McGuinn framförde "Turn! Turn! Turn!" och "Mr. Tambourine Man".
- Sister Janet Mead spelade in en cover på sången på sitt album A Time to Sing 1999.
- Dave Perkins spelade in en cover på sången i duett med Steve Taylor, på sitt album The Innocence 1987.
- Larry Norman spelade in en cover på sången på sitt album Copper Wires (1998)
- Michael Knott spelade in en cover på sången på Lifesavers album A Kiss of Life 1995.
- 1999 spelade den Japanska rockgruppen Plastic Tree in sången med ny text skriven av sångaren Ryutaro Arimura; coverversionen, som hette Inori (祈り? "Praying"), spelades in för singeln Tremolo.
- Andy Sturmer, sångare och låtskrivare i Jellyfish spelade in en cover på sången till ett okänt projekt.
- Trion Wilson Phillips spelade 2004 in sången på sitt album California 2004.

### Fotnoter
1. ↑  ”Listplacering”. http://suomenlistalevyt.blogspot.com/2015/08/bra-bag.html. Läst 10 maj 2021.
2. ↑  ”Listplacering”. http://www.infodisc.fr/Tubes_Artistes_B.php. Läst 10 maj 2021.
3. ↑  ”Listplacering”. https://www.bac-lac.gc.ca/eng/discover/films-videos-sound-recordings/rpm/Pages/image.aspx?Image=nlc008388.5596&URLjpg=http%3a%2f%2fwww.collectionscanada.gc.ca%2fobj%2f028020%2ff4%2fnlc008388.5596.gif&Ecopy=nlc008388.5596. Läst 10 maj 2021.
4. ↑  ”Listplacering”. https://dutchcharts.nl/showitem.asp?interpret=The+Byrds&titel=Turn%21+Turn%21+Turn%21&cat=s. Läst 10 maj 2021.
5. ↑  ”Listplacering”. Arkiverad från originalet den 11 maj 2021. https://web.archive.org/web/20210511090110/http://www.flavourofnz.co.nz/index.php?qpageID=search%20lever&qartistid=554#n_view_location. Läst 10 maj 2021.
6. ↑  ”Byrds Chart History” (på engelska). The Official UK Charts Company. https://www.officialcharts.com/artist/11811/byrds/. Läst 10 maj 2021.
7. ↑  Hallberg, Eric (1993). Kvällstoppen i P3 (1:a uppl.). ISBN 91-630-2140-4
8. ↑  Hallberg, Eric (1998). Tio i topp - med de utslagna på försök 1961-74 (1:a uppl.). ISBN 91-972712-5-X
9. ↑  ”Listplacering”. https://www.billboard.com/music/the-byrds/chart-history. Läst 10 maj 2021.
10. ↑  ”Charts Surfer”. http://www.charts-surfer.de/. Läst 10 maj 2021.
11. ↑  ”Dolly Parton – The Great Pretender” (på engelska). Discogs. 11 mars 1984. http://www.discogs.com/Dolly-Parton-The-Great-Pretender/release/1988314. Läst 1 oktober 2015.
12. ↑  ”Dolly Parton – Those Were The Days” (på engelska). Discogs. 11 mars 2005. http://www.discogs.com/Dolly-Parton-Those-Were-The-Days/master/654248. Läst 1 oktober 2015.